# 郭脩
郭脩（？—253年），字孝先（一名郭修，《三國志·後主傳》及《費禕傳》中載為郭循），涼州西平人。三國時代曹魏官員，官至中郎將（可能是偽稱，曹芳詔稱郭脩為「故中郎」，裴松之則指郭脩只是「西州之男子耳」）。被蜀漢衛將軍姜維俘虜後降蜀漢，後因刺殺了蜀漢大將軍費禕而被處決。

## 生平
據裴松之注《三國志》引孫盛《魏氏春秋》記載，郭脩在西州比較知名。在一次對蜀漢戰事中被姜維所俘，降蜀漢後受劉禪封為左將軍。然而郭脩一直不願成為蜀臣，更想找機會刺殺劉禪，平日利用向劉禪道賀的時機，一邊拜賀一邊趨前，希望接近劉禪，卻總是被其側近阻隔，難以得手，於是郭脩決定另覓刺殺對象。魏嘉平五年（公元253年），蜀漢大將軍費禕於漢壽開辦歲首大會，郭脩當時在座，乘費禕歡飲沈醉之際，親手刺殺費禕，自己亦被蜀人所殺死。同年八月，魏帝曹芳下詔追封郭脩為長樂鄉侯，食邑千戶，賜諡威，其子承襲父爵，加拜奉車都尉，獲賞銀千鉼，絹千匹。
雖然曹魏朝廷對於郭脩捨身刺殺費禕一事致以充分的肯定，但裴松之對其所為卻有負面的評價。裴氏否定郭脩的原因有三：
其一，郭脩只是一介平民，對魏室沒有臣屬之責，當他被蜀將所俘，如想表示忠心，可以殉國拒降，根本沒有必要作出行刺的舉動。
其二，魏、蜀雖是敵國，但彼此間沒有如趙襄子消滅智氏般的仇恨，魏國也不像戰國後期的燕國般備受亡國威脅，犯不著使用行刺的手段。
其三，劉禪是平庸之君主、費禕是一般資質的輔政者，即使殺掉了他們，對蜀漢也不會產生強大的打擊。
因此，裴氏認為郭脩只是一名投機主義者，其行刺本質及動機絕對比不上魏詔提及的聶政、傅介子，亦沒有資格被稱譽為「捨生取義」。

## 名字記載
在《三國志·蜀書》中，《後主傳》及《費禕傳》均記載費禕被刺殺之事，兩處都稱刺客為「魏降人郭循」；而在《三國志·魏書·三少帝紀》曹芳詔中，則稱刺殺費禕者為「故中郎西平郭脩」。同為《蜀書》中的《張嶷傳》，記載張嶷曾引岑彭、來歙之事勸誡費禕慎防刺客，又指「禕果為魏降人郭脩所害」。《三國志·吳書·諸葛恪傳》記載諸葛恪被孫峻設計殺死一事，裴松之引虞喜《志林》評論中，提起費禕被殺的例子，亦載「斯乃性之寬簡，不防細微，卒為降人郭脩所害」。脩、循二字形似，計《三國志》連裴注，「郭循」見錄兩處，「郭脩」見錄四處，故以郭脩為其本名。

## 評價
- 《三國志·三少帝紀》載曹芳詔：「故中郎西平郭脩，砥節厲行，秉心不回。乃者蜀將姜維寇鈔脩郡，為所執略。往歲偽大將軍費禕驅率羣眾，陰圖闚，道經漢壽，請會眾賓，脩於廣坐之中手刃擊禕，勇過聶政，功逾介子，可謂殺身成仁，釋生取義者矣。夫追加褒寵，所以表揚忠義；祚及後胤，所以奬勸將來。其追封脩為長樂鄉侯，食邑千戶，諡曰威侯；子襲爵，加拜奉車都尉；賜銀千鉼，絹千匹，以光寵存亡，永垂來世焉。」

- 裴松之論：「臣松之以為古之舍生取義者，必有理存焉，或感恩懷德，投命無悔，或利害有機，奮發以應會，詔所稱聶政、介子是也。事非斯類，則陷乎妄作矣。魏之與蜀，雖為敵國，非有趙襄滅智之仇，燕丹危亡之急；且劉禪凡下之主，費禕中才之相，二人存亡，固無關于興喪。郭脩在魏，西州之男子耳，始獲於蜀，既不能抗節不辱，於魏又無食祿之責，不為時主所使，而無故規規然糜身于非所，義無所加，功無所立，可謂『折柳樊圃』，其狂也且，此之謂也。」